# 刘少奇
刘少奇（1898年11月24日—1969年11月12日），名紹選，字渭璜:1。曾化名为刘卫黄、刘少基、刘湘、刘士奇、赵元启、陶尚行、胡服等，生于湖南宁乡，祖籍江西吉水，中国政治人物，原正国级领导人。中华人民共和国的重要缔造者，第一届全国人大常委会委员长和第二任中华人民共和国主席，1956年至1966年间担任排名首位的中国共产党中央委员会副主席，曾被毛泽东视作正式接班人选。
刘早年曾参与领导安源路矿工人大罢工、五卅运动等中国工人运动、学生运动。第一次国共内战时期，在上海、东北、浙江等地从事秘密工作，后前往中央苏区，领导职工运动，并参与长征。1936年，奉命前往天津组建中共中央北方局，扩大中国共产党在华北地区的影响力。抗日战争时期，刘任中共中央中原局书记，部署新四军开辟华中根据地。皖南事变后，他任新四军政治委员，参与重组新四军。1943年，刘少奇返回延安后，担任中共中央书记处书记、中共中央军委副主席，进入中共核心决策层。第二次国共内战时期，刘继续担任中央书记处书记、中央军委副主席兼中国人民解放军总政治部主任、中共中央华北局第一书记等职。此期間也與不少人發生衝突，如中央人民政府副主席高崗和原中共華東局第一書記饒漱石，第一任國防部長、十大元帥之一的彭德懷等人，劉少奇都曾經對其進行政治鬥爭。
中华人民共和国成立后，刘也力行毛澤東思想，主持起草、推动土地改革法，并曾组织“七千人大会”、领导中央社會主義專政，先后任中共中央政治局常委、中共中央副主席、全国人大常委会委员长和中華人民共和國主席。並參與中共中央主席毛泽东倡导的“三面红旗”，但后来他漸漸走向了反對大躍進，且在四清运动时与毛泽东意见相左，故于“文化大革命”發動不久就被自己一手創造的制度反整而失勢，並被批判为“走资本主义道路的当权派”及“叛徒、内奸、工贼”。1968年，中共八届十二中全会决定将刘永远开除出党、撤销党内外一切职务。1969年中国共产党第九次全国代表大会后，刘緊接著就被拘禁于河南开封，因持續未有獲得有效醫療而肺炎發作死亡，官方以假名“劉衛黃”秘密火化。直到1980年，中共十一届五中全会为刘全面平反，并恢复其党和国家领导人的一切名誉。

## 生平

### 名字
劉父母按家族譜系排列，取名紹選，字渭璜，意思是渭水之璜。當地俚語稱最末一個孩子為「滿仔」（稱作「屘仔」），劉在叔伯兄弟姐妹中排行第九，家族中平時親切叫他「九滿」:2。許多人都知道「九滿」愛看書，説話文縐，凡事講道理，外號：劉九書櫃:6。1915年:11，參加聲討袁世凱鬥爭後，為表示保衛炎黃子孫、振興中華民族，劉把字「渭璜」按諧音改為「衛黃」:11。

### 青年时期
1898年11月24日，刘生于湖南省宁乡县花明樓鄉炭子冲的東山坡腳下土木結構農舍，父親名叫劉壽生（1865-1911），母親魯氏（1864-1931）:1。劉家為富庶的农民家庭:8。母亲为民国著名人物鲁涤平、鲁荡平姑母。劉經常跟兄姊除草摘菜，或上山放牛拾柴:3。8歲時，父親送劉到柘木冲私塾讀書，第二年到羅家塘私塾:3。1908年，劉到月塘灣上私塾，讀《詩經》等:4。1909年，劉到離炭子冲10公里的粉鋪子洪家大屋讀書，學習國文、算術等:5。1910年，劉到紅米冲上私塾，數月父親去世，即休學回家:6。1911年，劉在堂姐家寄讀，學《左傳》等:7。1912年，刘进入芳储乡小学补习，半年後得到初等小學畢業文憑:9。同年，在湖南新军从军的二哥刘云庭带回一套《辛亥革命始末記》，刘認真聽哥哥所述，也读這套書，并堅持要姊姊剪去辫子，以示同清王朝決裂:8-9。1913年暑假，劉以優異成績考入宁乡县第一高等小学（又称玉潭学校）:9。
1916年1月，劉與同學上街游行，反對袁世凱復辟帝制:12。刘高小毕业后先后报考邵阳中学、长郡中学和一中，都被录取。刘就读于宁乡驻省中学（现金海中学），插入二年级二期五班:12。同年被兄騙回鄉，母親作主與鄰村麻雀塘周氏結婚，劉不同意，不久即向周氏斷絕婚姻關係:13。11月湖南陆军讲武堂第一期从军队下级军官中招生，刘冒名六哥刘云庭的朋友刘少基的退伍军官执照，考取講武堂。秋，劉報考譚延闓在長沙開辦的陸軍講武堂，以第一名成績錄取；因無校舍，至翌年3月才正式開學:12-13。
1917年5月1日湖南讲武堂开学，1917年9月湖南督军谭延闿下台，傅良佐继任，湖南南北战争爆发，该校解散。10月，講武堂解散，劉離開學校回鄉:14。1918年，劉在家複習和自學中學全部課程及部分大學課程，還閲讀《御批增補袁了凡綱鑒》和《御撰資治通鑒綱目》，準備報考大學:15。
1919年初，刘插入私立育才中学毕业班:16。夏，刘在育才中學畢業後，沒等到發畢業證書便到北京，五四运动已接近尾声:16。劉找到華法教育會負責人李石曾等，聯繫入留法預備班學習:16-17。9月到河北保定育德中学附设的留法高等工艺预备班第三班学习，刘读到《新青年》、《每周评论》和校刊等进步刊物，了解了国内形势和俄国十月革命及布尔什维克党:17。1920年6月畢業:18。
1920年8月返回长沙，刘经长沙船山学社社长賀民範介绍，加入中国社会主义青年团，进上海外国语学社留俄预备班，學習俄文和馬克思主義基本知識，閲讀《新青年》、《時事新報》副刊《學燈》、《民國日報》副刊《覺悟》等報刊:18。
1921年夏初，刘由上海外国语学社负责人杨明斋介绍去苏联，7月9日抵莫斯科，8月3日进东方劳动者共产主义大学学习，编入中国班:19:10。冬，同羅亦農、彭述之、卜士奇等一起，由中國社會主義青年團員轉為中國共產黨員，東方大學中國班黨、團員組成中國共產黨旅莫支部，加入東方大學總支部，劉任支部委員:19-20。经中共旅莫斯科支部书记罗亦农介绍，刘加入中国共产党。
1922年1月17日，劉填寫「團員調查表」，在「對於現在社會作何感想」欄目中寫：「資本主義已不能統治全世界了，社會主義的社會組織必將由人類的努力開始實現，我們處在這時代的人，應把無窮的希望，促進這段歷史。」:21春，刘帶領部分同學回國；到上海後，到中國勞動組合書記部工作:21。
|             | 当我提起笔来，我就回忆起46年前，我在苏联第一次见到的那个青年人（即刘少奇）的严肃面孔。当年，饥馑正席卷苏联，甚至一些共产党员虽然外表是气宇轩昂的模样，但私下却也嘀嘀咕咕，而这个高个子青年，长得瘦削白净，却能忍饥耐寒，没见过他有什么埋怨或沮丧的表现。在1922年时，当时的共产党人都充满着激情与狂热，而他却很少表现出那种兴奋若狂的状态。他颇具书生气，常深思不语。他的朋友很快就了解到这种真诚且有教养的品质是从小养成的；当然也有一些人认为他过于沉郁，缺乏青年人应有的朝气蓬勃。 |
| ——张国焘:10 | |

### 早期革命
1922年1月21日至2月2日，刘作为工作人员，为远东革命团体第一次代表大会做一些文书性质工作:21。经陈独秀介绍，到湖南担任中国劳动组合书记部秘书处担任领导工作:10-11。夏，刘回到湖南，在長沙會見中共湘區執行委員會書記毛泽东，經長談後，劉當即被任為中共湘區執行委員會委員:22。8月17日，湖南省學聯成立湖南工學商各公團聯合會，選舉李立三、易禮容、劉、夏明翰、李六如等為幹事:22。劉数次领导铁路工人罢工，其中有9月与李立三等领导的安源路矿工人大罢工:11。9月12日晚，劉出席工人俱樂部緊急會議，與李立三等一起布置罷工，決定李立三為罷工總指揮部總指揮；劉為工人俱樂部全權代表，住俱樂部應付事態:23。9月14日，劉稱：「工人所希望的在於解決目前生活問題，若路礦兩局不派全權代表從磋商條件下手，徒用一句滑稽空言作回答，事實上恐萬不能解決。」:249月16日，劉稱：如不能達到萬餘工人的要求，就是把我斫成肉泥仍不能解決問題；此時數千工人包圍戒嚴司令部，稱論敢動工人代表半根毫毛，就要路礦兩局片瓦不留；路礦當局和戒嚴司令部立場軟化:24。9月18日，罷工勝利；10月上旬，劉任工人俱樂部窿外主任，並到長沙向毛澤東等滙報:24-25。12月10日，漢冶萍總工會在湖北漢陽成立，選舉劉為執行委員:26。
1923年8月16日，安源路礦工人俱樂部改選劉為俱樂部總主任:28。8月20日，劉撰〈對俱樂部過去的批評和將來的計劃〉：除保持以前的成功不使失敗，並竭力增進工人直接利益外，具體還要做三項工作：㈠努力建設與整頓內部；㈡擴大組織；㈢訓育部員，提高工人階級的知識水平並訓練工人做事的能力:29。
1924年，根據中國共產黨第三次全國代表大會通過的共產黨員以個人名義加入國民黨的決定，刘加入中国国民党:32。9月，漢冶萍總工會第二次代表大會，選舉劉為委員長:32。
在1925年至1926年间，刘在湖北和上海又多次领导政治运动和罢工，成为当地中国共产党工人运动的主要负责人之一。1925年5月2日，在第二次全國勞動大會和廣東省第一次農民代表大會聯合舉行的開幕式上，劉與蘇兆征、廖仲愷、王一飛等選為大會主席:35-36。6月1日，上海總工會公開成立，李立三任委員長、劉華任副委員長兼組織科主任、劉任總務科主任（相當於秘書長），主管文牘、庶務等五、六個股:37。11月，因患肺病，劉同何寶珍回湖南養病，住長沙文化書社:42。12月16日，湖南省省長赵恒惕命令湖南省軍法處派幾個士兵到长沙文化書社逮捕刘，關押於戒严司令部:72。妻子何宝珍、六哥刘云庭四处奔走托关系设法营救:43。请到同县的著名教育家（周南女中创办人）、省参议员朱剑凡作担保人保释；请刘家亲戚国会议员周震麟，周同时也与赵恒惕有亲戚关系，写信说情；请刘母家亲戚、湘军师长鲁涤平给赵恒惕发电报说情。
1926年2月上旬，劉在陸軍監獄被關押將近2個月後，終於获释:74；但趙恒惕要他「迅即離開湖南」:45。5月，中國共產黨要求各地黨組織發展工農運動，迎接國民革命軍北伐，劉組織第三次全國勞動大會全體代表，同廣東省第二次農民代表大會代表到國民政府請願，要求「從速出師北伐，拯救處在帝國主義與軍閥宰割下之水深火熱的民眾」:79-80。第三次全國勞動大會選出中華全國總工會新一屆執行委員會，劉當選全總第二屆執行委員會常務委員、秘書長，組織部長李立三，宣傳部長鄧中夏，委員長蘇兆征:81。7月9日，國民革命軍誓師北伐；8月20日，劉在《工人之路》第412期「廖仲愷先生殉難周年紀念特號」上發表〈廖仲愷先生與工農政策〉：「中國的國民革命，一定要社會各階級民眾一致來參加，建立各階級的聯合戰線，才可成功。……要得到大多數的工農群眾來參加革命，為革命拼命，必定要使這個革命與工農群眾發生切身利害關係。工農群眾不是可以騙得來參加革命的，一定要真確地為工農利益而奮鬥，繼續不斷地增加工農群眾的利益，真確地謀得工農的解放，這樣自然可以得到工農群眾對於革命的熱烈參加，革命成功的希望自然不遠。」:55-5610月10日，國民革命軍攻克武昌，湖北全省總工會成立；12月26日，劉〈工會工作中的兩個問題〉：「所謂的民主集權制，就是工會的權力集中在大多數人的會議上，不是集中在個人身上，即凡事須經過大多數人的會議決定。一決定以後，即必須實行。……代表會是任何工會不可缺少的組織。沒有代表會，工會就危險；有了代表會，工會就堅固。」:56-57劉稱：「一個工會，如果沒有真正的工人代表會，這個工會就不能接近群眾，就不是工人的工會，就變成了少數領袖的工會。……各工會趕快按照規定，把代表會組織起來，已有代表會的工會，望切實整理，使代表會真正能夠行使職權，按期開會。……一切權力歸於代表會。」:84-8512月28日又在《工會基本組織》小冊子序言稱:57：「工會必須有嚴密的組織，才能克盡所擔負的使命。所謂嚴密的組織，就是在執行委員會之上，有真正的工人代表會；在執行委員會之下，有群眾中的支部基本組織。」:85
1927年1月领导了武汉群众收回汉口英租界的斗争；5月，中国共产党第五次全国代表大会召开，刘当选中共中央委员:12-13。刘在长期工作中逐渐总结出一套“深入群众、长期隐藏、积蓄力量”的斗争方针，并对当时中共中央内部所谓关门主义和冒险主义的“左”倾错误进行抵制，这与毛泽东当时的思想和斗争策略不谋而合。6月29日，李立三、鄧中夏、林育南、劉、項英、蘇兆征等35人當選中華全國總工會執行委員:72-73。7月上旬，劉肺病復發，經中共中央批准，離開武漢去廬山養病:73。10月26日，中共中央臨時政治局常委會議決定：劉留在上海醫院養病:74。
1928年2月7日，中共中央臨時政治局常委會議決議：蘇兆征、向忠發、項英、劉等11人為中華全國總工會常務委員:75。3月24日，中共中央臨時政治局常委會議決定派劉去天津，以中華全國總工會特派員的身份參加領導全國鐵路總工會，並指導順直省委工作:76。6月底，中共中央決定成立「中央處理順直問題特派員機構」，指派陳潭秋、劉和韓連會為特派員（代號潭少連），代行順直省委職權:78。12月18日，劉在《出路》第二期上發表〈錯誤觀念的糾正〉：「糾正這些錯誤觀念也只有在長期工作的歷史中才有可能。改變現在的舊基礎，也只有在長期工作中才有漸進的新陳代謝的路徑」；如果停頓工作，專門去肅清障礙，不獨不能把障礙肅清，客觀上會走到取消一切的路上去:89。

### 第一次国共内战时期
1929年夏，刘调任中共满洲省委书记，在中东路事件中发动反对国民政府和张学良、支持苏联的运动:13。8月22日，刘在奉天纱厂门口，因煽动罢工嫌疑与孟坚一同被捕:94-95。9月中旬，经奉天高等法院判决，“证据不足，不予起诉，取保释放”:96:13。日后刘成为“叛徒”的重要证据，即为此次被捕:25。9月，中共滿洲省委決定：劉任省委書記兼宣傳部長:97。
1930年7月，劉到達莫斯科；8月15日至8月27日，刘率中國工會代表團出席赤色职工国际第五次代表大会，当选为执行局委员:105-106。10月23日，中共中央政治局會議決定：劉任中共江蘇省委書記，在劉回國前，由陳紹禹代理:106。
1931年1月7日中共六届四中全会，劉未參加會議，当选为政治局候补委员:107。9月，中共中央总书记向忠发被处决后，成立临时中央，临时中央政治局由博古、张闻天、卢福坦、李竹生、康生、陈云、黄平、刘、王云程等九人组成。秋，刘回国，任中共臨時中央职工部部长、中华全国总工会組織部部長:109。11月7日至11月20日，中華工農兵蘇維埃第一次全國代表大會在江西瑞金召開，劉未出席會議，被選為中央執行委員會委員:110。
1932年1月1日，劉署名仲箎，在《工運指南》第三期上發表〈罷工策略〉：「（一）要是工人群眾最迫切的要求；（二）要簡單明了，一切工人都有利益都能懂得，而且要是中心的要求；（三）要是資本家多少能夠答應的要求；（四）最重要的部分要求。」:1133月14日，劉出席中共臨時中央政治局會議，臨時中央負責人轉達共產國際指示：「劉湘（劉少奇）不能擔任領導工作」，會議決定撤銷劉的中央職工部長職，保留中央政治局候補委員:120。刘担任中共浙江省委书记。冬，刘告別何寶珍，化名唐開元離開上海进入中央苏区:124-125。
1934年1月，劉出席中共六届五中全会，當選為中央政治局候補委員:133。7月，刘出任中共福建省委书记:136。10月10日，劉隨中央紅軍主力撤離中央蘇區，向湘西轉移，開始长征:137。10月22日，劉接周恩來、秦邦憲電令：「劉少奇參加中央紅軍第八軍團领导工作，任中共中央代表。」:13712月13日，中央革命軍事委員會鑒於紅八軍團在行軍作戰中減員很大，全軍團只剩下1千多人，決定撤銷红八军团建制，劉隨部到紅五軍團，後任中央代表:138。
1935年1月15日至1月17日，刘出席遵义会议，在会上支持毛泽东的正確意見:139。2月上旬，刘到红三军团任政治部主任:140。10月，刘和谢飞结婚；11月上旬組建中华全国总工会西北执行局，劉任委员长:142。年底，劉到达陕北:14。12月17日，刘出席瓦窑堡会议:1425。
1936年春，刘以中共中央代表的身份，赴天津主持中共中央北方局工作:146-147。刘采纳柯庆施的提议，向中共中央请示，建议让被国民政府关押在草岚子反省院的中共党员履行监狱当局规定的不反共不发表的简单手续出狱，张闻天代表中共中央批准了刘的建议。关押在反省院的约六十名中共党员接刘指示，起草《反共启事》并登报发表后出狱。出狱的这批中共党员为北方局打开局面做出重要贡献，但在多年后的“文化大革命”中，此事因“手续问题”成为刘少奇的“罪行”之一（即“六十一人叛徒集团案”）。10月15日，劉在《火線》第六十三期上發表〈怎樣進行群眾工作？〉，署名K. V.：「為要真正的廣大的組織群眾，必須努力造成下列的條件：㈠爭取群眾組織與群眾運動的自由，盡量的廣泛的利用現有一切公開與半公開的可能。㈡創造群眾運動的、獲得群眾極大信仰的無數的領袖。㈢採用完全民主的工作方式與組織方式。必須具備上列三個條件，群眾運動與群眾組織，才能大踏步的前進。用秘密的方式是不能組織廣大群眾的。沒有領袖的群眾運動，是不能堅持、沒有方向的。不採用民主的工作方式與組織方式，是不能發揮群眾偉大創造力的。然而，我黨過去的關門主義、冒險主義與官僚主義的錯誤，是無視上列三個條件，採取與上列三個條件相反的方針，所以使白區群眾組織，到處受到失敗，不能獲得任何成績，現在必須改正！」:162-16311月27日，劉撰寫〈我們在北平問題上所應獲得的教訓〉，署名K. V.，發表於12月30日《火線》第六十八期：「在目前任何企圖小小削弱黨的紀律的傾向，都只能幫助敵人。然而紀律不只是同志應該遵守，負責人與指導者也應該遵守。不只破壞集中原則的人是違反紀律，破壞民主原則的人也是違反紀律。……沒有真正的民主，也就沒有真正的集中，一切同志的意見和權利不被尊重，一切好的意見不被採納，自然就不能集中全黨的力量，團結得像一個人一樣去戰鬥。……領導者要有充分的民主精神去對待同志」:168-169。
1937年初，刘少奇随北方局机关前往北平。2月20日和3月4日，刘少奇向张闻天写信，分别为《关于大革命历史教训中的一个问题》和《关于过去白区工作给中央的一封信》，表示过去十年中共的路线存在错误，引发党内争议，但此举得到了毛泽东的默许，为二人未来的政治结合奠定基础。4月21日，劉離開北平，4月底回到延安:178。

### 抗日战争时期
抗日战争全面爆发后，刘把北方局机关调往山西太原，并与阎锡山进行沟通:15。1937年9月28日，劉致電張聞天：「平津早已失陷，當然不能守，我給平津指示信：㈠以游擊戰爭為中心任務，動員大批幹部及同志與抗日積極分子下鄉，發展、領導游擊。㈡一切半公開的救國團體均取消，人員下鄉游擊。改組完全公開的同鄉會並加入漢奸團體。㈢不能在平津立足，又不能參加游擊的幹部即退出平津。」:190-191此外，其执行以毛泽东为首的中共中央提出的“深入敌后、发动群众、开展游击战争”的方针，领导开创中共华北敌后抗日根据地的工作。
1938年3月中旬，刘返回延安:206。毛泽东与江青结婚时，刘与张闻天为反对最力者。7月16日，毛澤東、張聞天、劉少奇致電朱德、彭德懷、朱瑞：「閻（閻錫山）、梁（梁化之）已懷疑他的新勢力中有共產黨。因此，秘密工作、尤其某些特別關係必須十分警戒，禁止公開工作人員隨便寫信，對違反一切秘密工作的行動須給他處罰。……在各公開機關團體與閻之部隊中工作的同志，多説閻錫山的話，在文件口號宣傳上多用閻之『按勞主義』的術語，少用馬列主義的術語，如國共合作、統一戰線、民主政權等話不要，機關和團體使用他們名義所寫的這些口號要洗去，在表面上使閻的中心思想被人尊重，減少閻的懷疑，但在內容上，要維持我們抗日救國的內容。」:223-22410月至11月，刘参与中共六届六中全会:241。全会决定撤销长江局，设立南方局和中原局，刘出任中原局书记，化名“胡服”开辟黄河长江之间广大区域的抗日居民，参与新四军在安徽、河南、江苏的军事工作:16。11月9日，中共中央政治局發出《中共中央政治局关于中原局组成及管辖区域的通知》：「茲特決定：以胡服、朱瑞、朱理治、彭雪楓、鄭位三為中共中原局委員，以胡服兼中原局書記，所有長江以北河南、湖北、安徽、江蘇地區黨的工作，概歸中原局指導。」:241-2421938年11月23日刘少奇从延安出发，1939年1月28日到达河南省确山县竹沟，在安排了中原局的工作以后，1939年5月间返回延安，向中央汇报请示工作。

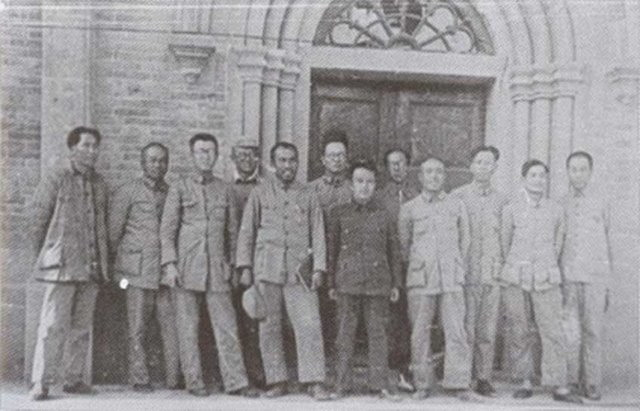
1938年秋的「六屆六中全會」上，左起毛澤東、彭德懷、王稼祥、張聞天、朱德、博古、王明、康生、項英、劉少奇、陳雲、周恩來

1939年7月8日:257，刘在延安马列学院作了《论共产党员的修养》的著名演讲:16，强调「革命实践的锻炼和修养……要有艱苦奮鬥的工作作風的修養；要有善於聯繫群眾的修養，以及各種科學知識的修養等。」:258

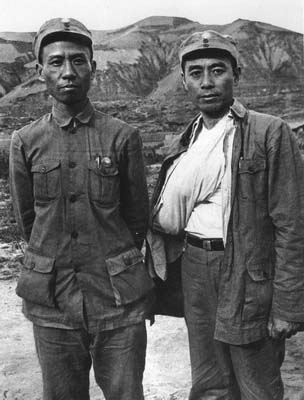
1939年8月，刘少奇在延安机场送周恩来到苏联养病

1939年9月，刘少奇由延安重回河南省确山县竹沟，同行的有徐海东、刘少奇的秘书刘彬，还有从延安派出去中原敌后的干部队的几十个人坐了两卡车，包括延安马列学院的罗克明、吴植椽，安吴堡战时青年训练班副主任刘瑞龙。在竹沟竹沟会合了中原局副书记兼河南省委书记朱理治、河南省委组织部长陈少敏，还有曹荻秋、王老汉（王国华）、危拱之等，具体部署了鄂豫边抗日游击根据地的工作后，于1939年10月中旬动身，经过确山、汝南、项城、沈丘，过黄泛区，1939年11月初刘少奇一行到达豫皖苏边区涡阳县北乡新兴集的新四军第六支队司令部所在地，停留了大约两个星期左右。在新四军第六支队干部会议上，号召“东进，东进，再东进！”深入到敌人后方去。当时，豫皖苏边群众工作还停留在一般宣传号召阶段。针对这种情况，刘少奇指出必须进一步深入发动群众，进行减租减息，改善雇工待遇，实行合理负担，积极组织群众，武装群众，建立和改造政权，只有这样做，才能解决建立根据地的问题。刘少奇同志对于豫皖苏根据地的方针、任务还作了具体指示，要求首先创造永城、夏邑、萧县、宿县四县连成一片的根据地，与此同时还要建立睢（县）杞（县）太（康）和商（丘）亳（县）鹿（邑）柘（城）两块小根据地，以便尔后连成一片；还要求巩固扩大部队，加强军队建设，准备在一两个月后向津浦路东发展。1939年11月刘少奇到定远县大桥镇三黄家新四军江北指挥部。击退了桂系控制的安徽省政府主席李品仙部和江苏省主席韩德勤部的进攻，在淮南建立了皖东抗日民主根据地。1940年1月4日，刘致電中共中央書記處並項英，再次提出由新四軍第四、第五支隊或江南抽調一部分隊伍去淮汀北岸發展的意見；1月11日，中共中央書記處覆電同意：從江南抽調一兩個團過江北發展；從第四、第五支隊抽調二三個團到淮北，彭雪楓部到苏北发展:270。1940年3月28日刘少奇从淮南写信指示成立苏皖军政委员会，指定刘瑞龙任书记，江华、张爱萍、金明、谭希林、田维扬等为委员，并对建立抗日民主政权、发展武装、群众运动、统一战线等都作了具体的指示。1940年5月刘少奇到皖东北，团结整合了中共各个组织派到皖北的军政组织：郭子化苏鲁豫皖特委利用统战关系组成的人民抗日义勇队、山东分局和八路军山东纵队派到苏北的八路军陇海南进支队和苏皖特委，随后山东分局派金明组建苏皖区党委和八路军苏皖纵队、八路军苏鲁豫支队也进入灵璧泗县境内活动，鄂豫皖省委派干部随安徽第六区专员盛子瑾到皖东北，还有地方党建立的游击队。1940年6月刘少奇到淮南。“七一”在《抗敌报》上发表了《做一个好的党员，建设一个好的党》文章。1940年10月刘少奇由淮南经过淮海到盐城。 在此战略指导下，陈毅、粟裕所部新四军从江南渡江北上，1940年10月取得黄桥战役的胜利。同时，黄克诚部八路军南下到达苏北，与新四军苏中陈毅部会合，将华北华中的中共根据地连成一片。在此形势下，中共中央决定成立华中新四军八路军总指挥部，1940年11月中旬正式成立，叶挺任指挥（陈毅代），刘少奇任政治委员。此后，1940年11月29日至12月17日刘组织发起了曹甸战役，进攻国军韩德勤部，付出了近2000人伤亡的代价，也只是突破了曹甸外围防线，而无力对其基本阵地构成威胁，战役未能成功。八路军、新四军在苏北的大发展以及该地区国共摩擦导致的直接后果即为皖南事变。1941年1月4日，叶挺、项英等率领新四军军部及皖南部队九千人经茂林北移。1月6日，第三战区第32集团军8万多人在蒋介石命令下，向新四军发起总攻，爆发皖南事变。新四军历经七昼夜激战，最终失败，叶挺被俘，项英潜伏皖南山区被叛徒杀害，蒋介石下令取消新四军番号。在当时局势下，刘建议中央“在政治上全面反攻，在军事上暂时不实行反攻”。1月17日，国民政府军事委员会发布通告，宣布撤销新四军番号。刘当天请中央任命陈毅代任新四军军长，在苏北成立军部。18日，他与陈毅联名致电中央，再次提出重建新四军军部。1月20日，中央军委发布重建新四军军部的命令，刘出任新四军政治委员，与陈毅等人重建新四军，扩建华中抗日根据地。其中首先重建新四军军部，并增建华中党校，以提高共产党对军队的领导能力；并组织温和的苏北整风，确定新四军发展方向及任务。1941年1月，新四军军部在盐城成立。1941年5月，中原局和东南局合并组成华中局，刘少奇任书记。在刘的组织协调下，新四军也由重建时的9万余人发展到13.5万人。7月2日至7月3日，刘在中共中央华中局党校发表《论党内斗争》的讲演，提出了开展党内斗争的正确方针:359。11月3日，劉在中共中央華中局黨校發表《民主精神與官僚主義》的演講：「資產階級在許多地方講平等與人民的權利；但是卻可以容許絕對不平等的經濟地位。資產階級有幾千萬幾萬萬的財產，而對無數千萬的人無衣無食是不管的。國家社會是建築在經濟結構上的。物質財富的生產方式，生產力與生產關係，是社會的基礎。人們在經濟上不平等，於是形成其他一切方面的不平等。法律上的平等是虛偽的，實際上僅僅保障了資產階級剝削工人的自由和權利。這是資產階級民主的實質內容。……（民主精神）就是平等精神。資產階級口里講民主，實際上不能實行民主。……我們革命者，要有平等的精神，認為一個人沒有權利壓迫或剝削另一個人，沒有權利去侮辱另一個人的人格。如果我能剝削你的勞動，而你只能甘受驅遣，這就是不平等，也是沒有民主精神。……然而，平等精神或民主精神不是平均主義。現在我們同志中，一方面表現民主精神有些不夠，另一方面表現有些平均主義的要求，還有極端民主化的現象，否認組織性……這種平均主義與極端民主的要求，並沒有平等精神與民主精神……中國是一個缺少民主傳統的國家，一般説人民沒有經過民主訓練，不懂民主。……官僚主義不僅在剝削階級隊伍中存在，甚至在無產階級隊伍中，在共產黨內，在無產階級國家也存在。特別是無產階級政黨成為當權的政黨時，官僚主義也嚴重起來。……提高群眾的文化程度，特別是提高民主精神，進行民主教育，這是我們反對官僚主義的重要辦法，撤職等只是治標的。一切工作制度、組織制度都要實行民主，保障反官僚主義的鬥爭能夠開展。在共產黨員及幹部中要具備充分的民主精神，平等精神，以民主行動督責自己和其他人，就可以不斷防止和逐步克服官僚主義。」:380-3821942年1月至3月，华中局召开第一次扩大会议，3月5日通过了《目前形势，我党我军在华中三年工作的基本总结及今后任务》的决议。
1942年3月19日，刘從蘇北阜宁县單家港出發经山东回延安:394。1942年12月30日抵达延安:409。途中经过山东，处理了山东军政领导人之间的分歧。
1943年6月28日，劉就人性，是非、善惡等問題寫信給續範亭：「關於人性、是非、善惡諸問題，是中國過去哲學歷史上提得最突出的一個問題，也是二千餘年來，歷代均有爭論，直到現在仍沒有正確解決的一個問題。……人與其他動物最基本的區別，就在於人是有思想的。人的腦筯及其全部神經系統特別發達（這是長期勞動長期鬥爭的結困），所以人能理解自然界各種現象之間相互的內部聯繫；因而人就有可能按照客觀事物發展的規律去改造客觀事物，去進行勞動生產，去制造工具，去改造世界。這是一切其他動物所沒有的，這只有人才特具的。……人的思想，任何時候都不能離開物質的屬性，就是客觀事物發展的規律性在人的頭腦中的反映。……人們的生產勞動，永遠是社會的生產關係、社會關係、政治關係等（即人們共同生活的規律》，這些一定的關係就決定着人們一定的社會觀念形態，即決定着人們一定樣式的思想、意識、觀點、習慣、心理、道德等。長期的一定的人們的生產樣式與生活樣式，養成人們在思想行動上的一種特性，這就是人們的社會性。……人們的善惡觀念，就是反映客觀實際上人們的利害關係。但人是具體的人，人的利害也都是具體的。」:424-42512月17日，毛澤東寫信給劉：「一氣看完你這一篇，前後看了三遍。並且率直批上了我的意見。大體説來，凡論人性（前半部居多）的地方我以為是錯的，凡論階級鬥爭的地方（後半部）則是對的或比較的（但有某些錯處）。……我也沒有研究透徹，不能説我批的全都無錯，還請你看後告我。」:425劉参与整风运动:17-18，开始进入中共核心决策层，是中共五大书记之一。整风运动中，刘与毛泽东等指责周恩来犯了右倾路线错误，并且犯有与胡宗南交涉不当等过失，周恩来被迫认错并多次公开检查。
在1945年4月23日至6月11日的中国共产党第七次全国代表大会上:467，劉当选为中共中央书记处书记、中共中央革命军事委员会副主席。5月14日至5月15日，刘作《关于修改党章的报告》，报告论述中国共产党的特点和性质、指导思想、中国革命的特点、群众路线、民主集中制等一系列重大理论原则问题:467。其中对毛泽东思想作了中共历史上的第一次系统论述，将“毛泽东思想”明确写入党章，并提出要“以马克思列宁主义的理论与中国革命实践相结合的毛泽东思想作为全党一切工作的指导方针”:20-25:334-337。6月9日，劉當選中共中央委員:471。6月15日，劉出席中共七大主席團會議，決定推舉毛澤東、朱德、劉、周恩來、任弼時等13人組成中央政治局，推舉毛澤東、朱德、劉、周恩來、任弼時5人（中共五大书记，相当於中央政治局常委）組成中央書記處，推舉毛澤東為中共中央主席兼政治局、書記處主席:472。6月19日，劉出席中共七屆一中全會第一次會議，選舉劉為中央政治局委員、中央書記處書記，毛澤東為中共中央委員會主席兼中央政治局、中央書記處主席:473。7月12日，劉出席中共中央書記處會議，通過中共中央革命軍事委員會主席為毛澤東，副主席為朱德、劉、周恩來、彭德懷，总政治部主任為劉:474。

### 第二次国共内战时期
中国抗日战争结束后，在毛泽东赴重庆同国民党总裁蒋介石进行重庆谈判期间，刘在延安代理中国共产党中央委员会主席职务，提出了“向北发展，向南防御”的战略方针:372，并提出中国共产党在东北局势中采取的“让开大路，占领两厢”策略:531；同时，他发表《中共中央关于土地问题的指示》(即“五四指示”)，共产党在解放区进行土地改革，一改抗日战争时期的“减租减息”政策，把土地分给农民，实现“耕者有其田”。
1947年3月，国军攻占延安，毛泽东、周恩来、任弼时等留在陕北指挥国共内战，刘则担任中央工作委员会书记，和朱德、董必武、康生等率中央机关一部转移到河北平山县西柏坡，负责中共佔領区土地改革运动的工作。中央工委进驻西柏坡之后，指导晋察冀野战军取得了正太战役、青沧战役、保北战役和石家庄战役的胜利，歼灭国军6.2万余人。7月至9月，刘在西柏坡主持全国土地会议，讨论土地改革政策，并颁布实施《中国土地法大纲》，没收地主富农土地，分配给贫农、中农。
1948年4月，毛泽东、周恩来、任弼时率中共中央机关部分人员到达河北平山县西柏坡，同朱德、刘会合。1948年5月，刘兼任中共中央华北局第一书记。随后，刘以中共中央军委副主席兼总政治部主任身份协助指挥辽沈战役、淮海战役、平津战役等。
1949年3月，刘参与中共七届二中全会，并在会上发言。6月至8月，刘与高岗、王稼祥率领中共中央代表团秘密访问苏联。苏联专家总顾问科瓦廖夫、中方工作人员邓力群、戈宝权、徐介藩、翻译师哲陪同访问。6月27日，代表团下榻孔策沃别墅并与苏联领导人斯大林、莫洛托夫、马林科夫、米高扬等举行第一次会谈，会谈涉及向苏联贷款、派遣专家、上海等城市管理问题、新疆及少数民族政策、组建海军舰队、莫斯科与北京航线与配套设施、之后与苏共主席团召开中国政治军事的讨论会、国家机构设置和工商企业管理等。斯大林还决定向中国贷款3亿美元，并决定以东北人民政府的名义签订贷款协定。7月2日，双方再次举行会谈。双方共举行了六次会谈（只有一次有会谈记录，两次会谈有确切日期）。会谈期间，刘以电报的形式与毛泽东等人沟通。7月4日，刘给联共（布）中央及斯大林的报告：「对于国民党与外国签订的条约和协议，我们准备分別处理，其原则就是，凡是对于中国人民及世界和平民主有利的，我们都准备加以承认和继承。例如联合国宪章、开罗宣言、中苏友好同盟条约等。凡是对于中国人民及世界和平民主不利的，我们都准备加以废除。例如中美通商航海条约等。另有一些，则准备在进行修改后加以承认。（斯大林：对。）
苏中友好同盟条约，在过去已给予中国人民很大的帮助，今后，新中国政府继承这个条约，对于苏中两国人民，特別是对于中国人民，将有更伟大的贡献。我们完全愿意继承这个条约，在苏联与新中国建立外交关系时，这个条约需要加以处理，其处理方式大概有以下三种：
㈠由中国新政府宣布全部承认这个条约继续有效，不加任何修改。
㈡根据原来条约的精神，由两国政府代表重新签订一个新的中苏友好同盟条约，以便根据新的情况在文字和內容上有所增减。
㈢由两国政府代表换文，暂时维持这个条约的原状，但准备在适当的时机重新加以签订。
在这三种方式中，应该采取哪一种方式为好？（斯大林：等毛泽东到莫斯科后再决定这个问题。）
在民主党派及学生和工人中，有人提出苏联在旅顺驻兵，蒙古独立及苏联运走东北机器的问题。（斯大林：我们从东北运走的日本资产只是一部分，还不是全部。）我们曾向这些人解释：当我们自己还不能防守自己的海岸时，如果不赞成苏联在旅顺驻兵，那就是对帝国主义的帮助。关于蒙古人民共和国的问题，我们说：蒙古人民要求独立，根据民族自决的原则，我们应该承认蒙古独立，但蒙古人民共和国如果愿意与中国联合，我们自然欢迎。这只有蒙古人民才有权利决定这个问题。（斯大林：对。）」:92-93报告介绍了中国政治、经济、军事情况，并向其征求意见，提及中国将一边倒地倒向苏联和苏联从中国东北“搬走机器设备”的问题，认为“我们是这样解释的：这些机器是日本人的，苏联把这些东西当作战利品运走，去建设社会主义，免得落在反动派手中并用它来反对中国人民是完全正确的。”
9月，刘出席中国人民政治协商会议第一届全体会议，在会上当选为中央人民政府副主席。

### 建国初期

#### 土地改革

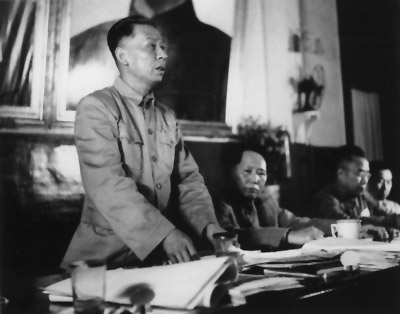
1950年刘少奇在中共七届三中全会上对土地改革的报告

1949年，中华人民共和国成立，刘出席开国大典。劉擔任中共中央書記處書記、中央人民政府副主席:606。10月19日，中央人民政府委員會第三次會議舉行，劉任中國人民革命軍事委員會副主席:606。
1950年6月6日，中共七届三中全会决定成立由刘负责的中央土地改革委员会，指导全国的土地改革工作。其颁布并实施《中华人民共和国土地改革法》，其中保存富农经济、团结和保护中农、没收地主土地，并在原耕基础上用抽补调整方法来分配土地。其改革卓有成效，1952年，全国农业产值比1949年增长48.5%，比1951年增长15.3%；粮食总产量比1949年增长42.8%；棉花总产量比1949年增长193.4%；农民个人生活也有所改善。1952年，刘率领中共代表团参加苏联共产党第十九次代表大会和十月革命三十五周年庆祝活动。

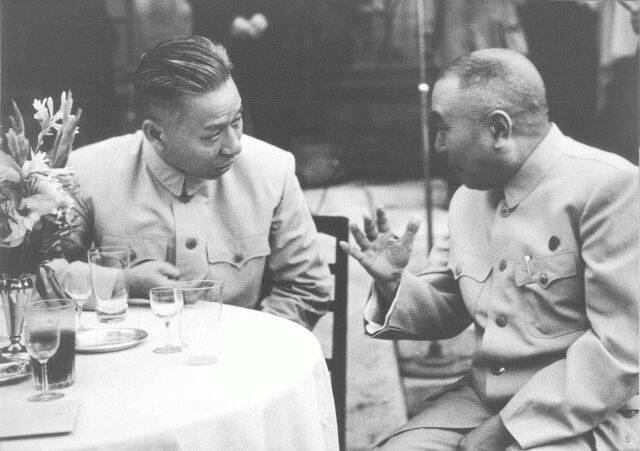
1951年，刘和黄炎培交谈

建国初期，毛泽东仿效苏联设立国家计划委员会，高岗任主任，将原属中央人民政府政务院的主管经济部门调走，周恩来被架空，仅分管外交工作。同期，毛泽东多次批评刘，而高岗认为毛有意夺取刘少奇的权力，于是联合饶漱石乘机向刘少奇发难，刘高矛盾也恶化。于是刘和周恩来联手，在毛泽东的同意下，于1954年2月的中共七届四中全会上批斗高岗，使之下台。
1954年9月，在第一届全国人民代表大会第一次会议上当选为第一屆全国人民代表大会常务委员会委员长，并代表宪法起草委员会向大会作《关于中华人民共和国宪法草案的报告》。
1955年4月2日至4月9日，劉先後邀集西北、西南、中南、華東、華北和東北等地區省市委負責人座談，聽取他們有關當地工作情況滙報；當談到經濟問題時，劉稱：凡是盲目發展得多的行業，困難就大；這裡有一條經驗，並不是任何發展都是好的，如果發展不是有計劃、有前途的，發展本身就帶有破壞性:703-704。劉同中南地區各省委負責人談話：「一攬子的領導方式是不行的，要有分工，要建立各種業務機構。」:705劉同華北地區各省委負責人談話：「黨不管黨問題，有個整個問題在內。黨委終天忙，不能管黨，管了什麼？管了徵兵、統購統銷、基本建設等等業務；而這些事應該是由業務機構來管的。黨應該管的是檢查工作、政治思想工作和組織工作。」:705劉稱：「如果各方面的工作都有得力的業務部門去做，黨委就能騰出手來做自己應當做的事情了。……就可以站在監督的地位來指導和幫助業務部門的工作，即管理幹部、檢查工作和做政治思想工作，而不必直接地管他們的業務。……今後，黨對政府部門的領導方式，原則上將是如此。」:705
1956年9月15日至27日，中国共产党第八次全国代表大会在北京全國政協禮堂舉行，劉代表中共中央向大会作政治报告:730。劉主张社会主义改造完成下，党的工作重点转移到社会生产力:730。9月28日，中共八届一中全会召开，刘当选为中共中央政治局常委、中央委员会副主席:734-735。他在制定国家政治、经济、文化、教育、外交等方针政策方面发挥重要作用。10月23日，劉率領中共中央總書記鄧小平，書記處書記、對外聯絡部部長王稼祥，書記處候補書記胡喬木組成中共代表團飛赴莫斯科，秘密訪問蘇聯:736。10月30日晚，在蘇共中央主席團會議上，劉代表中共代表團向蘇共中央提出反對蘇軍撤出匈牙利，認為把匈牙利交給使用暴力手段之反政府勢力是不妥當的:739。10月31日晚，劉、鄧小平等回國，赫魯曉夫和蘇共中央主席團要員送機:739-740。11月10日，劉在中共八屆二中全會作關於國際形勢的報告：「在工人階級執政的國家裡面，就是説在我們社會主義國家裡面是不是也有一種可能，也有一種條件，產生工人貴族這種階層？如果我們不注意，讓其自流的話，在我們這些國家，也可能產生一種新的『貴族階層』。在工人階級裡可以產生，在共產黨裡面也可以產生。我想是有這種可能性的。但是如果我們注意了的話，如果我們採取一些辦法的話也不一定產生，是可以避免的。因此，我個人想了想，昨天在政治局常委會上也談了一下，對這個問題，我們要採取一些辦法，採取一些措施，要提起注意，在黨內、在人民中間進行教育。此外，還要規定一些必要的制度，使我們這個國家發展下去將來不至於產生一種特殊階層，站在人民頭上，脱離人民。」:741-742在2月的国务院会议上针对经济计划提得过大，毛泽东一再告诫“不要泼冷水”，总理周恩来则说“用冷水洗洗”，刘也支持周说“现在有些人脑子太热了，提得太高了。”两种不同的思路开始显现。毛泽东对于刘、周等人提的“反冒进”十分不悦。刘有一次将人民日报的内容为反急躁情绪的社论稿修改后交毛批阅，毛直接批示不看了。毛泽东后来还说：“反冒进使六亿人民泄了气，是方针性错误。”
1957年，劉在調查中稱：「恩格斯講過，要防止國家和國家機關由社會公僕變為社會主人。我們黨、政府、國家、經濟機關的領導人，本來是人民群眾的公僕，社會的公僕。現在我們有的同志已經變為老爺，把人民群眾當作僕人，自己還不自覺。這是錯誤的。我們所有的領導人都是為人民服務的，是人民的公僕，是人民的勤務員，沒有權利當老爺。因為不這樣，他就不能把群眾當作跟自己一樣的人來看待，處理人民群眾內部的事情，就不能把普通的工人、普通的農民、普通的學生與我們黨員和幹部一樣看待。我們要信任群眾，群眾才會信任我們。不信任群眾，群眾是不會信任我們的。」:754随即就是1957年八届三中全会反“反冒进”，周恩来做了自我检讨，而刘自忖“我们比主席，总是差一大截”。支持毛泽东的一方占据主动，从而拉开了“大跃进”的序幕。

#### 大跃进
1955年，毛泽东掀起农业合作社并大社的高潮。到1958年初，在毛泽东的推动下中国开始了“大跃进”运动，刘作为一线领导人积极参与了大跃进的决策和具体的推进工作。3月份成都会议第一次按毛的想法提出要“并大社”，开始了人民公社化的第一步。4月底，刘和周恩来等若干人一起开始“吹公社”、“吹乌托邦”，主张大办公社、大办公共食堂、大炼钢铁、搞供给制，并在工作中加以贯彻。6月份，毛泽东批发“两年超过英国”的报告之后，刘也紧跟精神宣称钢铁产量可以两三年赶英、七八年超美，并且和毛泽东一样，在实地考察农业生产的时候公开为浮夸行为加温。毛泽东曾经要求压缩一些过高指标，1958年底大跃进的弊病开始露出苗头之后，刘承认“我的头脑也有些热，说过些过头话”，1959年春毛泽东进一步要求“纠左”、“压缩空气”。

1957年4月24日，宋庆龄在上海寓所设宴欢迎苏联最高苏维埃主席团主席伏罗希洛夫。左一为刘

#### 当选国家主席
中华人民共和国成立后不久，毛泽东指定刘为自己的接班人。1953年12月，中共中央主席毛泽东提出由刘主持“一线”工作、自己退居“二线”。在1956年的中共八大上，刘代表中共中央作政治报告，并当选排名第一的中共中央副主席。1957年底毛泽东访问苏联时，向当时的苏共中央第一书记赫鲁晓夫通报，将由刘接班任中国国家主席。1958年底，毛泽东不做下一届国家主席的提议得到中共八届六中全会通过。
1959年二届全国人大前夕，毛泽东在各种场合为刘接班作小范围吹风。3月10日，西藏上層反動集團與國外干涉勢力相互勾結，公然撕毁《關於和平解放西藏辦法的協議》，發動以拉薩地區為中心之武裝叛亂；3月11日、12日、14日、17日，鄧小平連續參加劉召集之會議，研究處理西藏上層反動集團叛亂問題:201。劉和鄧小平在會上稱：和平解放西藏已經八年，我們沒有進行民主改革，是為了等待上層人物覺悟；現在一些上層人物要叛亂，逼得我們不得不進行改革:201。4月27日，刘在第二屆全国人民代表大会上当选为中华人民共和国主席，宋慶齡、董必武當選副主席:767。刘自动兼任中华人民共和国国防委员会主席，成为名义上的中华人民共和国国家元首。10月下旬，劉在接見出席全國群英會的勞動模範時，對北京市清潔工人時傳祥稱：「你掏大糞是人民勤務員，我當主席也是人民勤務員，這只是革命分工不同，都是革命事業不可缺少的一部分。」:769

#### 庐山会议
1959年7月2日至8月1日庐山会议。7月14日，彭德怀致信毛泽东，陈述对1958年以来“大跃进”和人民公社化运动中的错误及其经验教训:771。毛澤東沒作評論，7月16日加上「彭德懷同志的意見書」批示印發給各到會同志參考:771。7月23日，毛泽东召开全体会议，严厉指责彭德怀的信:772。彭德怀等人提出的意见，被指责是“资产阶级的动摇性”，是“右倾性质”的问题。由此，参会的刘等人开始积极配合毛泽东批判国防部长彭德怀，会议的主题由“纠左”变为“反右”。根據毛澤東提議，中共中央在8月2日至16日召开八届八中全会:773。全会进一步对所谓「彭德怀、黄克诚、张闻天、周小舟反党集团」批判，通过了《为保卫党的总路线、反对右倾机会主义而斗争》的决议和《关于以彭德怀同志为首的反党集团的错误的决议》:773。庐山会议后，刘在最高国务会议上说为了取得进步的经验，即使犯错误也要从积极方面理解，另一方面刘为维护毛的权威，仍然参与到以空前的高调呼吁对毛的个人崇拜的浪潮中来，这使得大跃进的错误一时难以纠正。

#### 三年困难时期
1961年1月3日，在中共中央工作会议第三次汇报会讨论一九六一年国民经济计划时发言：看来去年由一千八百四十万吨钢增加到二千零四十万吨，是犯了错误的。今年制订计划的基本精神，是要把局势和矛盾缓和下来，要确实留有余地。每项事情都有个余地问题。1月9日，在中共中央工作会议第五次汇报会上发言：看来农民在经济上是很脆弱的。经济上脆弱，对违法乱纪的抵抗也脆弱。这种经济上的脆弱性和政治上的脆弱性是很容易出问题的。今后我们各级领导要特别小心地对待农民问题，把农民生活搞得好一点。
4月1日从广州到达长沙，开始深入湖南农村进行调查研究。大跃进造成的恶果全面暴露，刘经过在湖南家乡蹲点调查并在各地考察，思想发生了急遽的转变。他决定解散食堂、强调调查研究，开始纠正大跃进的错误。

#### 七千人大会
1962年1月27日，刘代表中共中央作报告正式发给中央工作扩大会议（即七千人大会）代表:817。经常委同意后，刘在大会作长篇讲话，补充说明报告:819：“过去我们经常把缺点、错误和成绩，比之于一个指头和九个指头的关系。现在恐怕不能到处这样套。有一部分地区还可以这样讲。在那些地方虽然也有缺点和错误，可能只是一个指头，而成绩是九个指头。可是，全国总起来讲，缺点和成绩的关系，就不能说是一个指头和九个指头的关系，恐怕是三个指头和七个指头的关系。还有些地区，缺点和错误不止是三个指头。如果说这些地方的缺点和错误只是三个指头，成绩还有七个指头，这是不符合实际情况的，是不能说服人的。我到湖南的一个地方，农民说是『三分天灾，七分人祸』。你不承认，人家就不服。全国有一部分地区可以说缺点和错误是主要的，成绩不是主要的。”:819-820
在会议上，毛泽东作为中共中央主席承担中央的责任，邓小平、周恩来分别代表中共中央书记处和国务院做自我批评。刘组织批评大跃进等工作的经验教训，尖锐指出大跃进是“三分天灾，七分人祸”，身为主持一线工作的国家主席刘要求全党纠正工作中的缺点错误，克服困难，做好国民经济调整工作。报告提出当前要加强集中统一领导，反对分散主义，更快地争取国民经济的根本好转。报告阐述了党的实事求是、群众路线等优良传统和作风，对这几年干部作风中虚假浮夸、强迫命令、严重脱离群众的现象进行了严肃批评，要求全党克服主观主义、官僚主义、命令主义、分散主义等坏思想、坏作风，把党的战斗力大大加强起来。
七千人大会期间，为了给被打成“彭德怀分子”和“右倾分子”的几百万干部平反，同时针对代表们提出给彭德怀“下战书”事件翻案的要求，刘在大会上说，彭德怀给毛主席写的信没问题，彭德怀的问题是“里通外国”，刘的定性使得彭德怀无法得到平反。刘还做了严厉的定性。
“庐山会议之所以要开展反对彭德怀同志的反党集团的斗争，是由于长期以来彭德怀同志在党内有一个小集团。他参加了高岗、饶漱石反党集团。在反对高饶集团的时候，没有把他提出来，他是高饶集团的作余孽，是这个集团的主要成员。”
“到底是高饶联盟呢，还是彭高联盟呢？恐怕应该是彭高联盟，更主要的不是高岗利用彭德怀，而是彭德怀利用高岗。他们俩个人都有国际背景。他们的反党活动，同某些外国人在中国搞颠覆活动有关。”
“彭德怀同志除了在庐山写了那封信以外，还有很多其它的背后活动。他在党内背着党中央进行派别活动，他阴谋篡党。所以，在庐山会议进行反对彭德怀反党集团的斗争是完全必要的，完全正确的。我们把隐藏在党内几十年的隐患揭发出来，把它清除，从长远讲，对于我们党是有重大历史意义的。”
“彭德怀同志带领我国军事代表团在国外走了几个月，回来以后就急急忙忙写了那封信，是有阴谋的。”
七千人大会之后，2月8日，劉在中共中央工作會議上的講話記錄：要形成一種能畅所欲言的空氣，黨內如此，黨外更應如此；無論如何不能以黨代替政府，不能以黨代替工會，因為黨員總是少數；要充分發揮人民代表大會制度的作用，通過這個制度去實行人民的民主:822。2月21日至2月23日，刘在北京主持中共中央政治局常委扩大会议，即西楼会议:823。刘开始着手对国民经济进行全面调整。刘和周恩來都主張由陈云當中央财经小组组长:826。刘在1939年在延安發表重要著作《论共产党员的修养》，強調共產黨員在取得政權後更要加強意識修養:838。8月1日由《人民日報》和《红旗杂志》重新發表:839。该书再版过程中仍保留了原先批判陈独秀的一些文字，如“毫不知耻地要求我们的党员像尊重马克思、列宁那样去尊重他，拥护他为领袖，报答他以衷心和热情。” “他自满，好为人师，好教训别人，指挥别人，总想爬在别人头上，不向别人，尤其不向群众虚心学习，不接受别人的正确意见和批评”，被毛泽东认为影射自己。文革期间，此次再版遭到严厉批判，被称为“黑修养”。
7月25日至8月24日，中共中央在北戴河召开工作会议:839。8月6日，毛泽东在会上作关于“阶级、形势、矛盾”问题的讲话，之后又六次在中心小组会上多次插话，严厉批评“黑暗风”和“单干风”:839。8月11日在中心小组会上，刘就五月中央工作会议对形势的估计作了自我检讨，承认对困难“估计过分了”:839-840。
9月24日-27日，出席中共八届十中全会。会议通过《关于进一步巩固人民公社集体经济，发展农业生产的决定》、《农村人民公社工作条例（修正草案）》、《关于商业工作问题的决定》、《关于有计划有步骤地交流各级党政主要领导干部的决定》和《关于加强党的监察机关的决定》等文件。全会肯定了八届九中全会以来贯彻八字方针、加强农业战线取得的成效，决定继续坚持调整国民经济的方针。24日，毛泽东在全会上作了关于阶级、形势、矛盾和党内团结问题的讲话，把社会主义社会中仍在一定范围内存在的阶级斗争作了扩大化和绝对化的论述。并再次批判“黑暗风”、“单干风”、“翻案风”:842。26日，刘在会上讲话，表示赞成毛泽东的意见，同时规定这次会议的精神只传达到行政十七级以上干部，并要求全党不要放松经济工作，要把工作放在第一位:842。刘、周恩来、邓小平等努力试图继续把中央工作核心从阶级斗争扩大化转向经济调整工作:842。

#### 三年恢复时期与四清运动
1964年，刘又到河北、山东、安徽、江苏、上海、河南、湖北、湖南、广东、广西、云南等地考察经济建设。经过到基层的视察，他和邓小平成立紧急委员会，提出“农业六十条”、“三自一包”，开始调整国民经济:322-327，将经济发展从浮夸的理想主义引向了实用主义:214-215:318-321,334-337。毛泽东很明显感到刘、邓执行一条和自己完全不同的政治路线。1964年底的全国工作会议上，毛泽东就四清、五反问题进行批评，双方产生激烈矛盾，这使刘、邓小平与毛泽东的关系开始破裂:4607。同年年底，刘出席第三届全国人民代表大会第一次会议，再次当选为中华人民共和国主席，并担任国防委员会主席。在三年大饥荒期间，中南海曾实行过高级干部自报口粮的制度，当时毛泽东和朱德均报每月13公斤，周恩来为每月12公斤，刘为每月9公斤。刘是中南海所有干部中报数最少者。
毛泽东在1962年重提阶级斗争，批判中共党内的“黑暗风”、“翻案风”、“单干风”，这“三风”与刘或多或少都有关系。刘接受毛泽东的反修防修理论，不但作自我批评、严厉指责“三风”，还说“现在两个阶级谁胜谁负的问题还没有解决”，“必须加强社会主义教育，要准备资本主义复辟”。然而此时刘并没有把“资本主义复辟”看成是现实危险，他当时所说的阶级斗争的对象仅仅是“投机倒把、贪污盗窃，还有一些严重的铺张浪费，严重的蜕化变质、违法乱纪，严重的分散主义”一类的社会性问题，这与毛泽东在对阶级斗争的严重性的认识上有明显距离。从1963年9月起，中苏论战全面展开，在国际“反修”、重点国内“防修”的大背景下，刘开始把精力转移到正在全面铺开的社会主义教育运动（在农村“四清”、在城市“五反”）上来。刘主持修订《后十条》，由毛泽东批准与《前十条》一起下达到全体人民，“四清”运动全面展开。随着运动的进行，刘对开展社会主义教育运动的认识也发生重大改变，他在思想上接受毛泽东“反修防修”的理论，认为“修正主义就是一种资产阶级思想，是资产阶级思想在社会主义国家内部，在共产党内部的反映”。
1963年11月，刘让夫人王光美参加“四清”工作队，到河北省抚宁县卢王庄公社桃园大队指导“四清”，并将总结的“桃园经验”作为“抓点带面”开展“社会主义教育运动”的蓝本。运动开始时，刘对形势的判断和提出的政策都得到毛泽东的认可，然而随着运动的深入，过火现象不断出现，刘与毛泽东对阶级斗争在认识上和实践上的分歧逐渐暴露出来。刘认为“反修防修”的重点在基层，他主抓的四清运动以严厉打击“地、富、反、坏”分子和被认为变修的基层干部为斗争方向；而毛泽东认为修正主义的根源出自党内上层，说党内已经形成一个“官僚主义者阶级”。在1964年底的中央工作会议上，毛泽东与刘的分歧公开化。毛泽东提出，当时的主要矛盾是资本主义与社会主义的敌我矛盾，运动的重点是整党内走资本主义道路的当权派，反对把矛头指向基层；刘则表示，运动的性质是人民内部矛盾与敌我矛盾交织，反对把一切矛盾都上升为敌我性质。在会议上毛泽东占了上风，“四清”运动按毛的意见重新部署，在一定程度上纠正了对基层干部打击过宽的过火偏向。然而，毛的“重点整党内走资本主义道路的当权派”的提法，将阶级斗争扩大化，并为下一步发动更大规模的运动准备理论前提。这时，毛泽东已经将刘与“中央出修正主义”联系起来，中共中央内部以刘和毛泽东为代表的关于阶级斗争的两种方针，终于将不能再相容了。

### 文化大革命时期

#### 陷入困境

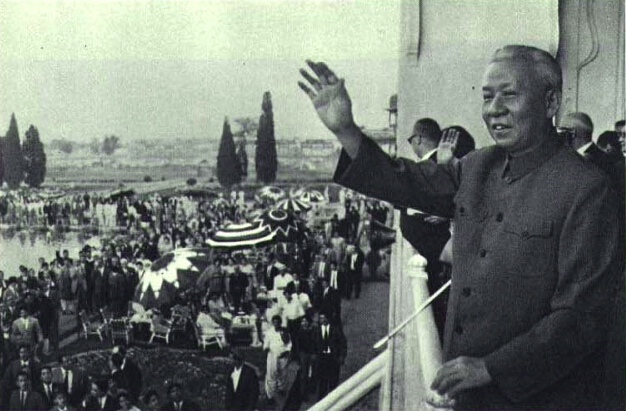
1966年刘率团访问巴基斯坦

1965年11月，围绕《海瑞罢官》的论争使毛泽东发动的文化大革命浮出水面。
1966年5月，文革终于爆发，红卫兵运动使整个中国都陷于混乱。在文革初期，刘在某些问题上和毛泽东的立场一致。
1966年6月27日，刘在人民大会堂安徽厅与中共中央召集的民主人士座谈会上，讨论彭真、罗瑞卿、陆定一、杨尚昆几个同志的问题。“彭、罗、陆、杨他们的互相关系是不正常的……他們共同特点是反对毛主席，反对毛泽东思想，都是搞地下活动的。”“彭、罗、陆、杨事件是有发生政变的可能的，這是激烈的、国际、国内阶级斗争在我们党內领导机关的反映。”结尾他说道：“我们现在拥护毛主席，毛主席百年之后也拥护毛主席。毛泽东思想要延续下去，毛主席著作应该成為全国人民的教科书，成为全国人民的行动指南，全体党员的行动指南。毛泽东思想是人类的灯塔，是世界革命的锐利武器。毛泽东思想能改变中国的面貌，也能改变世界的面貌。我们用毛泽东思想战胜了一切反党分子，也能战胜国內一切反动派，也能战胜国外一切反动派。”
然而两者矛盾逐渐扩大。在处理文化大革命的一些具体问题中，双方矛盾此起彼伏。
1966年6月，刘和邓小平组织工作组进驻大中学校，禁止学生游行示威和張贴大字报，并将斗争矛头引向“黑五类”。毛泽东对此非常恼火：“共产主义者怕学生运动，是反马克思主义的。”并命令撤销工作组:377。
7月18日，毛泽东从武汉畅游长江回北京后，拒绝刘要求见面的请求，首先听取江青等人的汇报。
7月19日至23日，刘主持召开“文化大革命情况汇报会”，会上对于派工作组问题有明显分歧，陈伯达、康生、关锋等人表示反对。
7月24日-25日，毛泽东先后召集中央常委、文革小组成员、中央局书记，严厉批评刘、邓小平派工作组是镇压学生运动，只有北洋军阀才镇压学生运动，并指责：规定“内外有别”等都是定框框，要把运动引入邪路，又说工作组“对运动起坏作用，阻碍运动”，要撤销工作组，罢工作组长的官。在1966年8月的中共八届十一中全会上，通過《中國共產黨中央委員會關於無產階級文化大革命的決定》。毛泽东将“炮打资产阶级司令部”的目标直接指向刘，同时其中共第二号人物的位置也被林彪接替，虽然仍然是政治局常委，但是排位下降至第8，同时中共中央副主席的身份也从此不再被提及。
10月16日的政治局扩大会议上，刘遭到陈伯达、林彪等人的批评。
随后造反派用大字报等一再对刘和邓小平批评，毛澤東批評這種做法，周恩來、陶鑄等更多次直接出面制止:963。

#### 问题升级

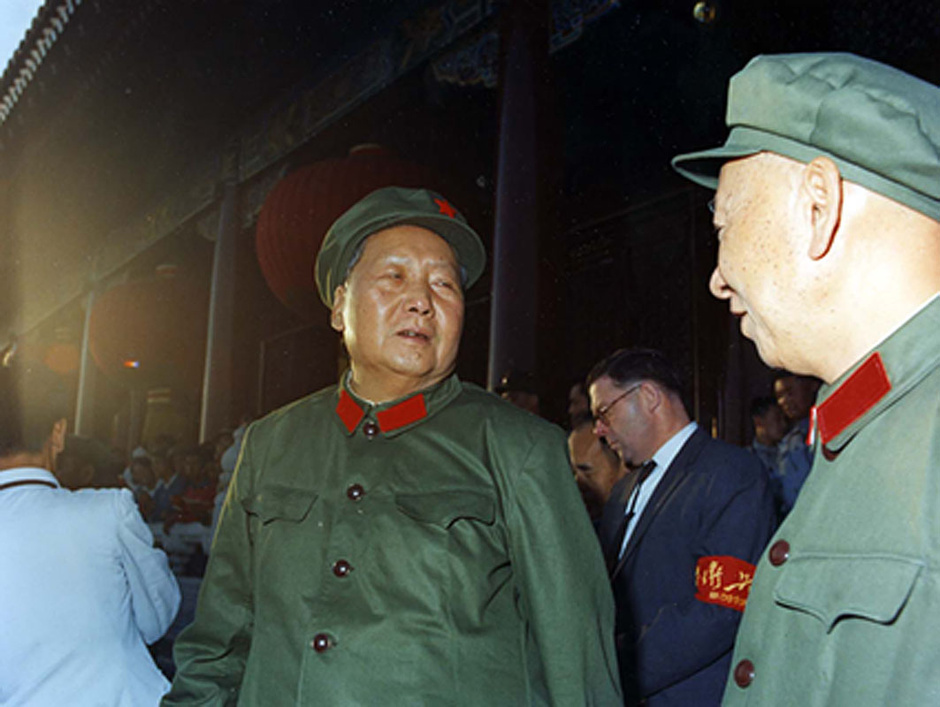
1966年9月15日，毛泽东与刘少奇在天安门城楼上交谈，此时二人之间已经出现裂痕

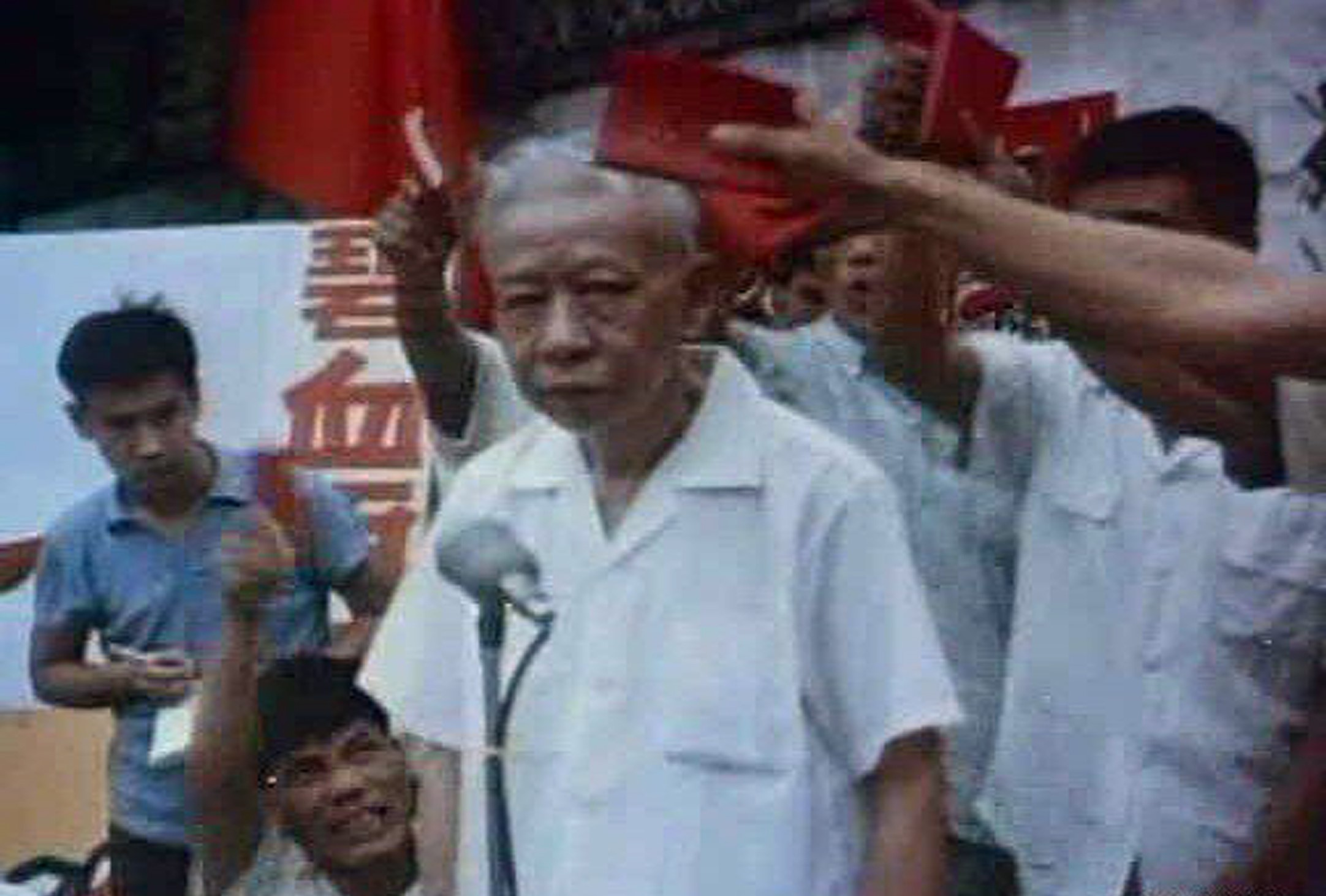
手持《毛泽东语录》的红卫兵对国家主席刘少奇进行批斗

在1966年10月为期近三周的中央党会上，刘、邓小平被定性为“资产阶级反动路线”的代表，并分别作自我检讨，内容向全国印发，这也成为文革中最知名的罪名之一，不过刘邓二人仍然是政治局常委，尚未被正式撤职。11月8日，张贴“全国第一张马列主义大字报”的聂元梓又与另外10人贴出《邓小平是党内走资本主义道路的当权派》的大字报。1966年12月，刘问题终于向社会公开，江青公开宣称“刘少奇是党内的赫鲁晓夫”。北京出现“打倒刘少奇”的标语。12月18日，中央同意成立審查王光美的專案小組:963。12月24日，戚本禹在北京礦業學院稱「劉、鄧是黨內最大的走資本主義道路的當權派」:964。12月25日，“造反司令”蒯大富根據張春橋12月18日授意，带领5,000余人在北京城区呼喊“打倒刘少奇”、“打倒邓小平”等巨幅标语，贴上了天安门城墙:964。“王光美专案组”负责调查刘、王光美，直到1968年4月才公开以“刘少奇王光美专案组”名义活动:979。谢富治兼任組長、專案工作負責人，江青、康生是決策和指揮者:980。
1967年1月1日，北京20几所高等院校学生和一些群众，在天安门广场举行游行集会，“声讨”刘、邓小平的“罪行”。在“中央文革”的支持下、鼓动下，北京各学校也纷纷打出“刘少奇、邓小平是党内最大的资产阶级当权派，是中国现代修正主义的祖师爷，资产阶级司令部的黑司令”、“打倒刘、邓”的大字报。与此同时，六年前就已经被“打倒”的彭德怀被押送回北京，与彭真、罗瑞卿等一起接受批斗。1967年1月1日中南海内的造反派在刘住处贴出大字报:965，院墙上张贴“打倒中国的赫鲁晓夫刘少奇”等大标语。3日晚，在戚本禹等指使下，造反派第一次批斗刘、王光美。1月6日，清华大学的造反派设圈套将刘、王光美骗出中南海，强行扣押王光美，后经周恩来派人干预下释放:965。1月13日，毛泽东派秘书接刘交谈（问候刘的家属情况），刘提出辞去国家主席、中央常委和毛选编委会主任职位，愿意和妻儿到延安或老家种地:966。毛泽东只是让他“好好学习，保重身体”，并且推荐他读《机械唯物主义》、《机械人》（前两本均遍寻不得）以及《淮南子》。之后几天内，刘办公室的电话线被拆除。刘失去人身自由。
1967年3月上旬，陈伯达、康生在军以上干部会上，传达毛泽东的指示，开始批判《论共产党员的修养》。5月8日，以《人民日报》、《红旗》杂志编辑部的名义，发表长篇批判文章《〈修养〉的要害是背叛无产阶级专政》。5月11日专门发出中共中央通知，说这篇文章是经过政治局常委扩大会议讨论通过并经毛泽东亲自批准的，“希望各单位的革命同志，认真地组织学习和讨论，进一步深入地开展对党内最大的一小撮走资本主义道路当权派的大批判运动。”18日，《人民日报》、《红旗》杂志发表编辑部文章《伟大的历史文件》，以“中国赫鲁晓夫”为代名词，对刘进行上纲上线的批判。而在6月的一次批判刘少奇的大会上，有人通过关系找来了刘少奇的前妻王健，让她在会上揭露批判刘。
1967年，刘开始被软禁在北京的家中。7月初，江青等指使北京建工学院群众到中南海西门驻扎，建设高音喇叭，称要把刘从中南海揪出来“鬥倒鬥臭”，随后北京高校上百个组织前往声援，形成“揪刘火线”，围困冲击中南海，前后持续一个月。14日毛泽东离开北京，18日江青、康生、陈伯达组织批斗刘和王光美的大会，对其人身侮辱，逼迫其低头弯腰两个多小时并抄家。同年中共理论刊物《红旗》第五期发表戚本禹文章《爱国主义还是卖国主义？》将矛头指向刘：
党内最大的走资本主义道路的当权派，自我辩解说他是“老革命遇上了新问题”。难道竟有这样疯狂进行资本主义复辟活动的“老革命”？难道竟有这样猖狂反对伟大领袖毛主席、反对伟大的毛泽东思想的“老革命”？

答案只有一个：你根本不是什么“老革命”，你是假革命、反革命，你就是睡在我们身边的赫鲁晓夫！
同年8月8日，刘再次提出辞职，但是之后的书信都石沉大海。刘最终意识到，争辩无济于事，从此放弃书信和申述，并缄默不语，最终选择以沉默表示无声的抗争。然而批评之声并未随之减少；1967年8月27日、8月30日，《人民日报》相继发布头版新闻，直指刘是“中国的赫鲁晓夫”。

#### 撤职和开除党籍
1968年中共八届十二中全会，一些中央委员被剥夺出席会议的权利。一些出席会议的中央委员持续遭到批斗。第八届中央委员、候补中央委员中，被定为“叛徒”、“特务”、“里通外国”、“反党分子”的人，达总数的71%:45。1968年5月20日，毛澤東在〈同中央文革碰頭會成員談話〉稱：「劉少奇這個案子，現在差不多了。」:22910月18日，中共中央专案审查小组周恩来、江青、康生、谢富治等人提出《关于叛徒、内奸、工贼刘少奇罪行的审查报告》，包括刘在1925年、1927年、1929年被捕叛变、投降敌人、充当内奸、工贼的反革命罪行的调查结果:821。10月31日，中共八届十二中全会批准该报告，认为他是“党内头号走资本主义道路当权派刘少奇，是一个埋藏在党内的叛徒、内奸、工贼，是罪恶累累的帝国主义、现代修正主义和国民党反动派的走狗。”通过决议：“将刘少奇永远开除出党，撤销其党内外的一切职务，并继续清算刘少奇及其同伙叛党叛国的罪行。”并且号召：“全党同志和全国人民继续深入展开革命大批斗，肃清刘少奇等党内最大的一小撮走资派的反革命修正主义的思想。”在出席会议的所有人员中，只有陈少敏一人反对该决议。刘被罢免后，国家主席一职长期缺位，直到1975年召开第四届全国人民代表大会修改中华人民共和国宪法正式废除。
10月17日，《人民日报》公布了中央决定，继续攻击刘是中国的赫鲁晓夫，11月27日，《人民日报》“揭露”刘攻击毛泽东的亲自树立起来的总路线、大跃进、人民公社三面红旗，大肆贩卖赫鲁晓夫修正主义黑货，疯狂地进行反党反社会主义反毛泽东思想的罪恶活动。是美帝国主义、苏联现代修正主义的走狗，反动派的帮凶。
1969年4月1日，中国共产党第九次全国代表大会召开。九大正式会议上，中共中央副主席林彪代表中共中央作政治报告。报告称“无产阶级文化大革命”“摧毁了以叛徒、内奸、工贼刘少奇为首的资产阶级司令部，揭露了以刘少奇为总代表的党内一小撮叛徒、特务、死不改悔的走资本主义道路的当权派，粉碎了他们复辟资本主义的阴谋”。

### 病重去世

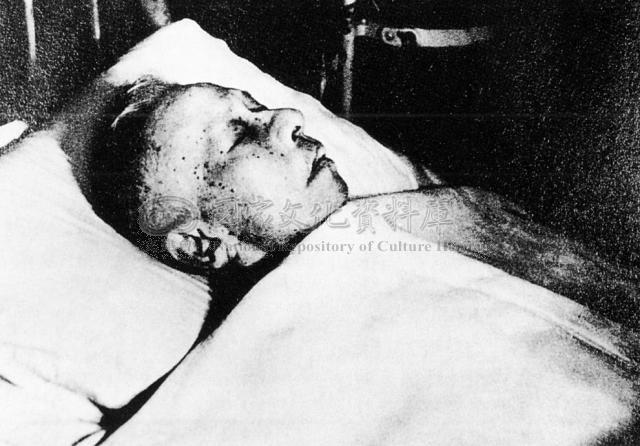
劉少奇遺體

1968年初，劉仍然被单独监禁在中南海福禄居:984。劉精神和生活状态不断恶化，1968年起陆续患肺炎、糖尿病、高血压、植物神经紊乱等，3月以后病情加重:984。4月中旬神志已经不大清楚，两脚移动吃力:984。7月上旬刘支气管炎急性发作，转为支氣管肺炎时才紧急从北京医院和军队医院调来几个医生组织抢救；医生会诊后认为：“现病人的情况处于十分危重的状态，随时可能发生意外”，并建议住院治疗，但没有得到批准，只能从医院借调医疗器械就地抢救:984。7月24日，刘方才脱离危险期，但没有根本好转；此事后，他已失去生活自理能力，只能卧床接受治疗，支气管肺炎频繁发作并逐渐严重:984。
10月9日后，刘完全不能进食，只得从鼻孔插管往胃里灌流质以维持生命:984。10月14日的中南海门诊部《刘少奇病情报告》稱：「從七月上旬患嚴重支氣管肺炎以來，一直不斷有反覆，三個多月較大反覆五次。」“今后再发生严重反复，即可能无法救治。心脏有冠状动脉疾病，脑血管有硬化及脑软化，加上糖尿病，也有可能突然变化。防止在短期内死亡。”:98411月7日，他出现呕吐高烧病情。11月9日，高烧呕吐等病症再次复发。1969年1月14日，出现全身肌肉退行性萎缩以及大小便失禁。
1969年7月5日，刘的支气管肺炎再次发作，體溫升高達攝氏39度，医生会诊後一致认为情况严重，中南海門診部《劉少奇病情報告》稱：「因他年齡大，久病長期卧床，消瘦，抵抗力極差，容易發生休克、心力衰竭、糖尿病酸中毒等併發症，故預後不良，可能隨時發生死亡」，后经紧急治疗病情暂时稳定:984-985。1969年10月，毛泽东依照当时世界动态估计国际形势有可能突然恶化，因此决定全国大規模备战行动:985。中共中央决定将刘、邓小平、陶铸、陈云、陈毅、徐向前、葉劍英、聶榮臻等疏散到外地:985。刘向家人最后说道：“好在历史是人民写的。”:483:16110月17日晚，刘在两名专案组人员押送下，乘一架伊尔-14（3284号）转移到河南省开封市，医生董长城、护士曹兵、纪秀云、刘原卫士长李太和随同前往。抵达开封后，他被囚禁于开封市革命委员会院内原“同和裕银号”旧址。他的囚禁情況被數篇專文研究，包括後來的黨史學術期刊、央視紀錄片、新华网等。
由于途中颠簸受凉，刘抵达开封后病情继续加重:985。1969年10月24日、31日，刘两次因支气管肺炎发作而病危，经随同医护人员救治后脱险:985。11月6日，来自北京的医护人员奉命返回，其监护医疗转交给当地驻军负责:985。11月10日，刘病情再次发作，連續高燒不退，当地医务人员参照上两次的办法治疗:985。12日凌晨1时许，刘出现异常症状，值班護士6点38分緊急呼叫其他医护人员:985。6点42分医护人员到齐，6时45分刘的心脏停止跳动:985，享年71岁。11月13日午夜，专案组在登记“火葬申请单”时，冒用刘源名字申请，填写「死者姓名」为“刘卫黄”:986。劉的遺體被谎称为烈性传染病患者的屍體:986。11月14日，刘遗体於开封市东郊火葬场就地秘密火化:17。骨灰被装在一个普通木质盒中，寄存在开封火葬场骨灰存放室:986。

## 平反、纪念与评价
1976年10月6日，四人帮在北京被捕，文化大革命结束。1978年12月，中國共產黨召開十一屆三中全會，開始全面、認真糾正「文化大革命」及其以前的嚴重「左」傾錯誤，撥亂反正，平反「文化大革命」時期大量冤假錯案，後幹部群眾紛紛去信中央，要求平反昭雪劉；「文化大革命」期間，許多人懷疑和不滿劉問題而被打成反革命，張志新等獻出生命:986。1979年2月，中共中央決定，由中央紀律檢查委員會和中央組織部覆查劉一案:986。1980年2月24日，中共十一届五中全会一致通过《关于为刘少奇同志平反的决议》，决定为刘平反，恢复了他作为“党和国家领导人之一”的名誉。全會發表的《公報》指出：「為劉少奇同志平反昭雪，是五中全會的另一項主要議程。全會認為，前中共中央副主席、中華人民共和國主席、偉大的馬克思主義者和無產階級革命家劉少奇同志，幾十年來一貫忠於黨和人民，把畢生精力獻給了無產階級革命事業，在我國新民主主義革命、社會主義革命和社會主義建設中，建立了不可磨滅的功績。文化大革命前夕，由於對黨內和國內形勢作了違反實際的估計，提出了黨內存在一條反革命修正主義路線，隨後又提出了存在一個以劉少奇同志為首的所謂資產階級司令部，這些論斷是完全錯誤和不能成立的。林彪、『四人幫』一伙出於篡奪黨和國家最高領導權、顛覆無產階級專政的反革命目的，利用這種情況，捏造材料，蓄意對劉少奇同志進行政治陷害和人身迫害，並把一大批黨政軍領導幹部誣為劉少奇的代理人，統統打倒，造成了極其嚴重的後果。這是我黨歷史上最大的冤案，必須徹底平反。近一年來，中央紀律檢查委員會針對一九六八年十月黨的八屆十二中全會提出的劉少奇同志的各項『罪狀』，進行了周密的調查研究工作，反覆核對材料，向中央作出了詳盡確切的審查報告。中央政治局一致同意這個審查報告，據以作出了關於為劉少奇同志平反的決議（草案）。全會經過嚴肅認真的討論，一致通過這個決議，決定撤銷黨的八屆十二中全會強加給劉少奇同志『永遠開除出黨，撤銷其黨內外一切職務』的錯誤決議，撤銷原審查報告，恢復劉少奇同志作為偉大的馬克思主義者和無產階級革命家，黨和國家的主要領導人之一的名譽；在適當時間為劉少奇同志舉行追悼會；因劉少奇同志問題受株連造成的冤假錯案，由有關部門予以平反；本着團結一致向前看的精神，把全會的決議向全黨和全國人民進行傳達，消除過去對劉少奇同志的錯誤處理所造成的影響，鼓舞全黨和全國人民同心同德、充滿信心地獻身於實現四個現代化的宏偉事業。」:988-989
1980年5月，劉少奇治喪委員會組成，以國家元首規格籌備補辦喪事:989。5月13日，全国政协副主席王首道、刘澜涛和王光美等人乘专机前往郑州，随后从郑州前往开封迎取刘少奇的骨灰，5月14日在郑州举行骨灰迎送仪式，刘澜涛、王首道陪同王光美和子女乘专机将刘少奇的骨灰护送到北京。5月15日劉少奇治喪委員會公告：「為深切悼念已故中共中央副主席、中華人民共和國主席劉少奇同志，定於：一九八〇年五月十七日在北京舉行追悼大會。同日首都天安門，新華門，外交部，中央、國家機關，我國駐外使館和其他駐外機構，北京市和其他省、市、自治區政府所在地的機關、部隊、企業事業、學校等單位，下半旗志哀，停止娛樂活動一天。」:9895月17日下午，劉少奇追悼大會在北京人民大會堂隆重舉行；黨和國家領導人以及各方面代表1萬多人出席大會:989。時任中共中央副主席、全国政协主席鄧小平代表中共中央致悼詞:104：
「今天，我们怀着无比沉痛的心情，悼念伟大的马克思主义者和无产阶级革命家刘少奇同志。刘少奇同志为共产主义事业战斗了一生。他是受到全党和全国各族人民爱戴的、久经考验的、卓越的党和国家领导人。文化大革命时期，林彪、江青一伙出于阴谋篡党夺权的反革命目的，利用我们党的缺点和错误，蓄意诬陷和残酷迫害刘少奇同志。一九六九年十一月十二日，刘少奇同志在河南开封不幸病故。这是我党和我国人民巨大的损失。党中央经过周密的调查研究，根据确凿的证据，在党的十一届五中全会上，彻底推倒了强加在刘少奇同志身上的种种罪名，郑重地为他平反昭雪，恢复名誉。我們黨採取的這種實事求是、有錯必糾的原則立場，受到全黨全軍全國各族人民的衷心擁護。……敬愛的少奇同志離開我們已經十多年了。林彪、江青一伙制造偽證，隱瞞真相，羅織罪名，企圖把他的名字從中國革命的歷史上抹掉。但是，正如少奇同志在處境最艱險時所説：『好在歷史是由人民寫的』，歷史宣告了林彪、『四人幫』一伙陰謀的徹底破產。歷史對新中國的每個創建者和領導者都是公正的，不會忘記任何人的功績。和毛澤東同志、周恩來同志、朱德同志一樣，劉少奇同志將永遠活在我國各族人民的心中。」:989-990
劉生前曾多次要去世後骨灰撒在大海，1954年4月對王光美説：自己去世後遺體火化，不保留骨灰，把骨灰撒在大海裡，像恩格斯一樣:990。5月19日，刘骨灰在治喪委員會代表和劉家屬護送抵青島軍港，由鞍山號驅逐艦執行散撒儀式，在4艘護衛艦護航下，於黃海由王光美等親人將骨灰撒归大海:990-991。1981年林彪、江青反革命集团案，其中江青、陈伯达等人因涉嫌组织参与诬告陷害、迫害刘致死等，被分别判处死缓、有期徒刑等刑罚。
随着刘名誉和身份全面平反，相关的纪念活动陆续展开。刘著有《论共产党员的修养》、《关于土地改革问题的报告》等多篇，收入《刘少奇选集》，上下两集分别在1982年、1985年由人民出版社出版。1987年4月发行之第四套人民币100元紙币（1980年版与1990年版）上，刘成为紙币正面四人浮雕像之一，其余三位分別为毛泽东、周恩來和朱德。1988年，其出生地湖南省宁乡县花明楼炭子冲也重新修葺其祖居，并以刘少奇故居命名，为全国重点文物保护单位之一。2000年，刘少奇逝世处被列为第三批河南省级文物保护单位和中小学德育教育基地。柬埔寨贡布省也有一座水泥厂被命名为哥沙曼—刘少奇水泥厂。
2008年，中国大陸召开纪念刘诞辰110周年的活动。时任中共中央总书记的胡锦涛在讲话上，评价刘是“伟大的马克思主义者，伟大的无产阶级革命家、政治家、理论家，党和国家主要领导人之一，中华人民共和国开国元勋，是以毛泽东同志为核心的党的第一代中央领导集体的重要成员。”
- 延安枣园五大书记铜像：任弼时、周恩来、毛泽东、刘少奇、朱德。
- 1988年刘少奇诞辰90周年之际，湖南宁乡县花明楼刘少奇故居纪念广场上设立刘少奇全身铜像。
- 河南开封刘少奇陈列馆即刘少奇逝世处立有刘少奇半身铜像。

## 著作

### 代表作
- 《论共产党员的修养》1939年7月
- 《论党内斗争》1941年7月
- 《论党》1945年5月14日在中共七大上的《关于修改党章的报告》，1950年人民出版社
- 《在中共八大上的政治报告》1956年9月15日，载9月17日《人民日报》
- 《在扩大的中央工作会议上的报告》1962年7月21日，七千人大会报告

### 主要文集
- 《刘少奇选集》上下卷，1981、1985年人民出版社。包括1926年5月-1965年6月各时期的主要著作76篇。
  - 上卷为建国以前的著作38篇，
  - 下卷为建国以后的著作38篇。
- 《建国以来刘少奇文稿》共12册，中央文献出版社，包括1949年7月-1967年1月的手稿、讲话、报告、谈话记录及以本人名义发表的文稿等。2005年出版1-4册，2008年出版5-7册，2018年出版8-12册。
  - 第一册（一九四九年七月——一九五〇年三月）
  - 第二册（一九五〇年四月——一九五〇年十二月）
  - 第三册（一九五一年一月——一九五一年十二月）
  - 第四册（一九五二年一月——一九五二年十二月）
  - 第五册（一九五三年一月——一九五三年十二月）
  - 第六册（一九五四年一月——一九五四年十二月）
  - 第七册（一九五五年一月——一九五五年十二月）
  - 第八册（一九五六年一月——一九五七年十二月）
  - 第九册（一九五八年一月——一九五九年十二月）
  - 第十册（一九六〇年一月——一九六一年十二月）
  - 第十一册（一九六二年一月——一九六三年十二月）
  - 第十二册（一九六四年一月——一九六七年一月）

- 文革风云丛书21-22《权争党争及其他——刘少奇走向文革》（上下册），收1964.1-1967.7的刘少奇文稿46篇，2016年6月台湾西西弗斯文化出版公司。

### 选编
- 《刘少奇论文集》1951年日本第三书房出版
- 《刘少奇论党的建设》1991年中央文献出版社
- 《刘少奇论新中国经济建设》1991年中央文献出版社
- 《刘少奇自传》2003年解放军出版社

## 荣誉

### 外国勋章奖章
- 一等共和国勋章（印度尼西亚，1961年6月14日于北京颁发[117]）

## 家庭与个人生活
刘母亲鲁氏世代務農，勤勞賢惠，吃苦、持家有條不紊:3。父親刘壽生共生四子二女：刘绍源（又名劉墨卿）、刘绍远（又名劉雲庭）、刘绍达（又名劉作衡）、刘绍德（女）、刘绍懿（女）、劉紹選（字渭璜，後名劉少奇）:2，他是家中最小的孩子:8。劉家在炭子冲算是外來戶，祖籍是江西省吉水縣，由於前幾代有人被派到湖南益陽當官，全家便由吉水遷到益陽，以後幾經輾轉搬到炭子冲定居:2。劉壽生讀過幾年書，能寫會算，重視培養子女受教育，堅持4個兒子都上私塾讀書:2。他把在炭子冲30畝地留給自家耕種，把茅田灘30畝地放租，又在附近租種別人15畝地:3。1911年6月25日，劉壽生肺癆病去世:5。1949年，劉二哥劉雲庭去世，劉寫道：「你是我幼年時期學習和活動的第一個幫助者。」:9
1958年，当地政府把其故居修建成博物馆，刘在1961年返乡时得知后，告诉当地党委秘书处取消这一安排，并把其房子分给当地农民居住:6。因为这一安排，刘在文革蒙难期间，当地民众隐瞒刘氏祖坟位置，使其祖居、祖坟都得以保存:8。其祖居现为刘少奇故居。
劉結过六次婚，最后一位妻子是王光美。
- 元配周氏，無子，名字不詳。光緒二十七年（1901年）辛丑正月二十六日（1901年3月16日）亥時生，劉少奇家鄉鄰村的一個姑娘，包办婚姻[120]。
- 二妻何寶珍（又名保貞、葆珍，1902年4月－1934年秋）：1923年4月中旬與劉結婚，時任安源路礦工人俱樂部子弟學校教員兼工人俱樂部書報科委員；1922年加入中國社會主義青年團，後入中國共產黨[2]:27。三次忍痛將孩子割舍給别人。1932年冬，劉告別何寶珍，何寶珍帶着兒子劉允若在上海工作，不久被捕入獄，1934年死於南京雨花台，劉稱讚她「英勇堅決，為女黨員之杰出者」[2]:124-125。1945年3月22日，劉為何寶珍寫烈士傳：「……湖南道縣人。湖南衡州第三女子師範學校學生，一九二二年加入社會主義青年团，後轉入黨。因反對學校當局的學潮被開除學籍。一九二三年到安源路礦工會所辦之工人子弟學校教書，是年與我結婚。和我一道參加過長沙、上海、廣州、武漢、天津、滿洲等地黨的、工會的、婦女群眾的許多工作。生二子一女。於一九三三年在上海被國民黨憲兵逮捕入獄、被判徒刑十五年，由南京第一監獄執行。因她與獄外黨的組織發生關係被發現，第二年判決在南京被槍斃。」[2]:462有子劉允斌、劉允若，女儿劉愛琴。1949年8月，劉把已從技工學校畢業之劉愛琴由蘇聯帶回國[8]:600。
  - 長孫阿廖沙（俄语：Алёша，中文名刘维宁）是劉允斌在莫斯科大學留學時與俄羅斯籍同班同學瑪拉所生。阿廖沙曾任職於俄羅斯國家航天指揮中心，2003年退役后定居于中国广州市番禺区[120][121]，妻為冬妮娅[122]。
    - 一名曾孙和曾孙女刘丽达[122]
      - 一名玄孙[122]

  - 外孙女刘若楠，何宝珍之后。
- 三妻謝飛，1941年3月30日與劉結婚[2]:339，無子，渔工的女兒[120]。
- 四妻王前，新四軍護士。1946年同劉分手[8]:567。曾與江青一同教唆已成年的親女儿批斗劉，有子劉允真（2019年病逝，享年72歲），女劉濤[120][123]。
- 五妻王健，無子，由朱德夫妻介紹给刘少奇。因健康因素，婚姻仅维持幾天时间。劉將她送到中国東北療養[120]。
- 六妻王光美（1921年9月26日－2006年10月13日）：天津人，北平輔仁大學物理學碩士研究生[8]:567。是中國首位原子物理（光學專業）女碩士畢業生，並留校任研究生助教。1946年初，中共北平市委介紹其到軍事調處執行部中共代表團任翻譯，軍調部工作結束後到延安，在軍委外事組工作，後到解放區參加土地改革運動，不久加入中國共產黨[8]:567。1948年春，作為中央外事局幹部，從山西土改工作隊回到西柏坡外事局機關，8月21日和劉結婚，婚後調到中央辦公廳工作[8]:567。王光美兄王光复为中国抗日战争时期中华民国空军的王牌飞行员，王光英曾任全国人大常委会副委员长，王士光曾任第四机械工业部副部长、电子工业部总工程师[124]。
  - 長女劉平平（後改名“王晴”）（1949年5月13日－2009年12月3日）：美国哥伦比亚大学食品教育博士。
  - 儿子劉源（1951年2月22日－）：中国人民解放军上将，担任中国人民解放军总后勤部政治委员，2015年12月19日官方宣布其退役。
  - 二女劉亭（1952年4月1日－）：1986年获得美国哈佛大学哈佛商学院工商管理硕士学位；曾就职于美国洛克菲勒公司，为联亚集团董事长兼总裁、北京联亚投资公司董事长兼总裁、中贸圣佳国际拍卖有限公司董事长。
  - 小女劉瀟瀟（1960年－）：1979年考入北京大学生物学系。1980年考入上海同济大学留德班学习。1981年进入德国波恩大学和卡乐斯堡工学院攻读生物遗传工程学。1987年获生物工程硕士学位。同年回国创业。